# الکساندر نلچا
الکساندر نلچا (اسپانیایی: Alexander Nelcha‎؛ زادهٔ ۲۱ ژانویهٔ ۱۹۶۸) بازیکن بسکتبال اهل ونزوئلا بود. وی در بازی‌های المپیک تابستانی ۱۹۹۲ شرکت کرده‌است.